# Rasa de la Bòfia
La Rasa de la Bòfia és un torrent afluent per la dreta de la canal de l'Embut, a la Vall de Lord

## Descripció
Neix a 2.061 metres d'altitud a poc més d'un centenar de metres al sud-oest de la Bòfia, al vessant septentrional del Serrat de la Bòfia (Massís del Port del Comte). De direcció predominant cap a les 2 del rellotge, travessa l'estació d'esquí del Port del Comte la qual cosa ha comportat que en alguns trams el seu curs hagi estat terraplenat per a utilitzar-lo com a camí o pista d'esquí. Desguassa a la canal de l'Embut a 1.494 m. d'altitud.

## Municipis que travessa
Tot el seu recorregut el realitza pel terme municipal de La Coma i la Pedra.

## Xarxa hidrogràfica
La xarxa hidrogràfica de la Rasa de la Bòfia  està integrada per un total de 8 cursos fluvials dels quals 6 són subsidiaris de 1r nivell i 1 ho és de 2n nivell.
La totalitat de la xarxa suma una longitud de 6.915 m.
| Codi del corrent fluvial | Coordenades del seu origen                                     | longitud (en metres) |
| ------------------------ | -------------------------------------------------------------- | -------------------- |
| Rasa de la Bòfia         | 42° 9′ 51.35″ N, 1° 31′ 57.13″ E / 42.1642639°N,1.5325361°E    | 2.539                |
| E1                       | 42° 9′ 56.39″ N, 1° 31′ 51.14″ E / 42.1656639°N,1.5308722°E    | 446                  |
| E2                       | 42° 10′ 2.751″ N, 1° 32′ 0.669″ E / 42.16743083°N,1.53351917°E | 252                  |
| E3                       | 42° 10′ 6.127″ N, 1° 31′ 58.43″ E / 42.16836861°N,1.5328972°E  | 408                  |
| E4                       | 42° 10′ 18.98″ N, 1° 32′ 6.628″ E / 42.1719389°N,1.53517444°E  | 796                  |
| D1                       | Xarxa del Torrent de la Ginebrosa                              | 1.939                |
| E5                       | 42° 10′ 26.56″ N, 1° 32′ 22.73″ E / 42.1740444°N,1.5396472°E   | 535                  |